# Шипот (водопад)
Ши́пот (укр. Шипіт) — водопад в Пилипецкой общине Закарпатской области, примерно в 10 км от железнодорожной станции Воловец и в 6 км от села Пилипец. Подъёмник находится в 300 метрах от водопада Шипот и служит отличным ориентиром. Водопад образовался на месте выхода песчаников палеогена и гравелитов с тонкими прослойками сланцев.
Ежегодно, начиная с 1993 года, недалеко от водопада проходит неформальный фестиваль, на который приезжают хиппи и представители других субкультур со всей Украины.
Ежегодно с 7 по 10 июля отмечается Праздник Ивана Купала с местными традициями и колоритом.

## Туризм
Водопад является известным туристическим местом. Сюда организуют специальные автобусные экскурсии из санаториев и пансионатов Закарпатья и Прикарпатья. В настоящее время происходит коммерциализация Шипота, строятся рестораны и закусочные. Планируется строительство горнолыжного подъёмника в районе водопада.